# UnSun
UnSun je polská gothic metalová hudební skupina založená v roce 2006 ex-kytaristou Maurycy „Mauserem“ Stefanowicz z death metalové skupiny Vader a zpěvačkou Ayou. Jejich původní název byl „Unseen“ (česky Nespatřený), ale později si změnili název na UnSun. V jejich hudbě jsou vlivy death metalu s melodickým zpěvem. Později se k Aye a Mauserovi přidali další hudebníci a tak doplnili skupinu. V roce 2007 podepsala skupina smlouvu s Mystic Production. Jejich demo nese název „Whispers“ (česky Šepot).
Na začátku roku 2008 skupina začala nahrávat své první album ve Studiu-X a ještě téhož roku 22. září vydáno společností Century Media Records do světa pod názvem „The End Of Life“ (česky Do konce života). K písni „Whispers“ byl také natočen videoklip. Ve spolupráci s nahrávací společnosti Mystic Production oznámili, že dne 24. června 2010 zahájí práci na svém druhém albu, které bylo vydáno 11. října 2010 pod názvem „Clinic For Dolls“ (česky Klinika pro panenky). Vokální party byly nahrány ve Studiu-X v Olszstyn a všechny ostatní nástroje v Hertz studiu (Behemoth, Vader, Decapitated) v Bialystoku. Obal desky byl vytvořen v Hi-Res. Videoklip k písni „Home“ (česky Domov) byl uveřejněn krátce po vydání „Clinic For Dolls“.

## Členové
- Anna "Aya" Stefanowicz - zpěv (2006 - 2016)
- Maurycy "Mauser" Stefanowicz - kytara (2006 - 2016)
- Patryk "Patrick" Malinowski - baskytara (2010 - 2016)
- Wojtek "Gonzo" Błaszkowski - bicí (2010 - 2016)

### Bývalí členové
- Wawrzyniec "Vaaver" Dramowicz - bicí (2006 - 2010)
- Filip "Heinrich" Hałucha - baskytara (2006 - 2010)

## Diskografie

### Studiová alba
- The End Of Life (2008)
- Clinic For Dolls (2010)

### Demo
- Whispers (2006)

### Videoklipy
- Whispers (2008)
- Home (2010)